# هرج ومرج (فلم)
هرج ومرج فيلم مصري من إنتاج عام 2013.

## القصة
في إطار الفانتازيا الاجتماعية تدور أحداث الفيلم حول قصة حب تجمع بين منال وزكي ومنير الذين يحاولون تحقيق أحلامهم البسيطة وتلبية احتياجاتهم الأساسية رغم كل ما يحدث في البلد، في الوقت الذي يحاول كل من زكي ومنير الفوز بقلب منال والرهان عليها.

## طاقم التمثيل
- أيتن عامر
- رمزي لينر
- محمد فراج
- صبري عبد المنعم

## روابط خارجية
- مقالات تستعمل روابط فنية بلا صلة مع ويكي بيانات